# Typhlacontias
Typhlacontias is een geslacht van hagedissen uit de familie skinken (Scincidae).

## Naam en indeling
De wetenschappelijke naam van de groep werd voor het eerst voorgesteld door José Vicente Barbosa du Bocage in 1873.
Er zijn zeven soorten, inclusief de in 2006 beschreven soort Typhlacontias kataviensis. Van een aantal soorten zijn ondersoorten bekend

## Uiterlijke kenmerken
Alle soorten blijven vrij klein en hebben een zandbruine kleur met meestal een tekening van donkere lengtestrepen. De rostraalschub, de schub aan de snuitpunt, is sterk vergroot als een aanpassing op de gravende levenswijze. De voor- en achterpoten ontbreken. Het lichaam is cilindrisch van vorm, de staart is korter dan het lichaam.

## Verspreiding en habitat
Alle soorten komen voor in delen van Zuidelijk en Oostelijk Afrika en leven in de landen Angola, Botswana, Namibië, Tanzania, Zambia, Zimbabwe en Zuid-Afrika. De habitatg bestaat uit droge, zanderige woestijngebieden waar de skinken makkelijk kunnen graven. De vrouwtjes zijn eierlevendbarend; ze zetten geen eieren af maar de jongen komen levend ter wereld.
Door de internationale natuurbeschermingsorganisatie IUCN is aan één soort een beschermingsstatus toegewezen. Typhlacontias kataviensis wordt als 'bedreigd' beschouwd (Endangered of EN).

## Soorten
Het geslacht omvat de volgende soorten, met de auteur en het verspreidingsgebied.
| Naam                         | Auteur           | Verspreidingsgebied                         |
| ---------------------------- | ---------------- | ------------------------------------------- |
| Typhlacontias brevipes       | FitzSimons, 1938 | Angola, Namibië                             |
| Typhlacontias gracilis       | Roux, 1907       | Angola, Botswana, Namibië, Zambia, Zimbabwe |
| Typhlacontias johnsonii      | Andersson, 1916  | Namibië, Zuid-Afrika                        |
| Typhlacontias kataviensis    | Broadley, 2006   | Tanzania                                    |
| Typhlacontias punctatissimus | Bocage, 1873     | Angola, Namibië                             |
| Typhlacontias rohani         | Angel, 1923      | Angola, Botswana, Namibië, Zambia, Zimbabwe |
| Typhlacontias rudebecki      | Haacke, 1997     | Angola                                      |